# Futurologia
La futurologia (anche nota come futures studies, previsione sociale o anticipazione) ha come oggetto di interesse e obiettivo una sistematica esplorazione dei futuri possibili, probabili e preferibili e delle visioni del mondo che stanno alla loro base. Il termine "futurologo", o più raramente "futurista" (dall'inglese futurist), descrive talvolta anche consulenti di management che aiutano aziende e altre organizzazioni a comprendere una serie di andamenti e tendenze globali, a operare la gestione del rischio e a conoscere potenziali opportunità di mercato.

## Pensare il futuro
Un elemento importante del pensare al futuro è la gestione dell'incertezza e del rischio. Alcuni andamenti sono chiari, ad esempio: la forte diminuzione dei costi per le telecomunicazioni o l'invecchiamento della popolazione in molti Paesi dell'Europa occidentale. Per alcuni di essi il problema è piuttosto concentrato nel tempo in cui essi si manifestano piuttosto che nella natura stessa degli eventi. Molti altri fenomeni sono davvero difficili da predire, inclusa una serie significativa di problemi cosiddetti Wild Card, o a bassa probabilità, ma ad alto impatto ed importanza, cosa, quest'ultima, soggetta a variazioni spesso impreviste a loro volta.

## La previsione del futuro nelle passate società
Gli esseri umani si sono sempre protesi verso il futuro per prevedere gli eventi che potessero determinare le sorti dell'umanità, nel bene e nel male, per prepararsi ad affrontarli. La comprensione del futuro è stata affidata per millenni all'indovino, l'uomo o la donna che stabiliscono con il futuro un rapporto magico. L'asserzione non è che la traduzione della constatazione dell'importanza che hanno rivestito, in tutte le società, sibille, àuguri, indovini, pizie. Ci propone l'esempio più significativo dell'importanza della lettura del futuro nelle società umane la vicenda biblica di Giuseppe, che interpretando il sogno del Faraone delle sette vacche grasse e delle sette magre consente al paese più popoloso dell'epoca di sopravvivere ad una carestia che sarebbe stata catastrofica.

## Malthus, il primonuovofuturologo
Dopo Francesco Bacone (Novum Organum), è all'alba dell'Ottocento che la nascita delle nuove scienze umane induce l'idea della possibilità di previsioni fondate sul metodo scientifico, o almeno sulla conoscenza scientifica.
Il primo futurologo nel senso nuovo può essere considerato Thomas Robert Malthus, che nell'ultimo decennio del Settecento proclama che la popolazione umana può raddoppiare ogni 25 anni, ma le tecniche agricole non possono raddoppiare la produzione di cibo nello stesso tempo, desumendone che se l'umanità non avesse ridotto il tasso di crescita sarebbe stata travolta dalla fame. Il primo studioso a proclamare la possibilità di prevedere “scientificamente” le vicende economiche e politiche è un discepolo del filosofo Auguste Comte, Émile Littré, che negli anni successivi al 1860 prevede che la pace europea si protrarrà per alcuni decenni, una previsione che tutti i francesi gli imputeranno come colpa dopo il blitz tedesco verso Parigi del 1870. Sul fronte ideologico opposto può essere considerato futurologo anche Karl Marx, che prevede, sulla base di argomentazioni che reputa rigorosamente scientifiche, il crollo sicuro, e non remoto, del capitalismo. Anche negli anni 1990 apparve un libro con il titolo La fine della Storia, di Francis Fukuyama.

## La nascita dei futures studies
La futurologia mira a divenire disciplina scientifica a partire dalla fine degli anni Sessanta, con la moltiplicazione di iniziative a livello internazionale: tra queste, la Commission on the Year 2000 diretta dal sociologo Daniel Bell, la nascita del gruppo Futuribles in Francia promosso da Bertrand de Jouvenel, e soprattutto il Club di Roma, un sodalizio di industriali, accademici ed esponenti politici, presieduto dall'italiano Aurelio Peccei, che si riunisce per la prima volta nel 1968 e commissiona al Massachusetts Institute of Technology di Boston uno studio sui tempi e sulle conseguenze dell'esaurimento delle materie prime fondamentali. Questo primo solido esercizio di futurologia scientifica applica la nuova teoria della complessità e l'uso di calcolatori allo studio delle dinamiche globali. Le conclusioni sono pubblicate nel 1972 nel celebre Rapporto sui limiti dello sviluppo, a cura di Dennis Meadows, Donella Meadows, Jørgen Randers e William W. Behrens III. Considerato lavoro pionieristico per il futuro ambito dello sviluppo sostenibile, lo studio - che elabora scenari fino al 2050 - si può considerare anche l'opera capostipite della cosiddetta previsione sociale, o futures studies.
Nel 1973 viene fondata a Parigi la World Futures Studies Federation, sotto l'egida dell'UNESCO. La disciplina si consolida con i primi corsi universitari (il primo in assoluto risale al 1966 ed è diretto da Alvin Toffler alla New York School for Social Research) e la fondazione di diverse riviste scientifiche, tra cui lo European Journal of Futures Research, il Journal of Futures Studies e Futures. Sul modello dell'Institute for the Future di Palo Alto, fondato nel 1968 come gemmazione dalla RAND Corporation, nascono inoltre negli Stati Uniti e in Europa numerosi think tank di futures studies. 
A livello di popolarità, il successo dei futures studies è rappresentato dai best seller Lo choc del futuro di Alvin Toffler (1969), Megatrends di John Naisbitt (1982), e dalle opere di Robert Jungk.

## La futurologia in Italia
In Italia il successo della futurologia viene garantito dal best seller di Roberto Vacca, Il medioevo prossimo venturo (1971), e dal programma Dove va il mondo? condotto da Piero Angela nello stesso anno sul Programma Nazionale.
La nascita dei futures studies italiani risale all'iniziativa del Club di Roma di Aurelio Peccei, sebbene nel 1984, dopo la morte di Peccei, la sede venga spostata da Roma a Parigi. L'iniziativa viene portata avanti dall'Istituto per le Ricerche di Economia Applicata (IREA), fondato nel 1967 da Pietro Ferraro, industriale ed ex partigiano, che nello stesso anno fonda la rivista Futuribili, da lui diretta fino alla morte nel 1974, e dall'Istituto Ricerche Applicate Documentazione e Studi (IRADES), presieduto da Flaminio Piccoli, che nel 1973 organizza a Roma il Convegno internazionale di studi sul futuro da cui nascerà, lo stesso anno, la World Futures Studies Federation. Prima segretaria della federazione mondiale è la sociologa Eleonora Barbieri Masini, successivamente titolare della cattedra di Previsione umana e sociale alla Pontificia Università Gregoriana di Roma, a lungo l'unica cattedra italiana dedicata ai futures studies. Altre figure della prima stagione della futurologia italiana sono il matematico Bruno de Finetti e l'economista e ambientalista Giorgio Nebbia.
L'applicazione dei metodi di futures studies all'analisi della società e dell'economia italiana, nonché a supporto del comparto industriale, viene portata avanti da diversi gruppi di ricerca, tra cui quello del sociologo Domenico De Masi, che si basa sull'applicazione del metodo Delphi, di Alberto Felice De Toni che introduce i metodi di corporate foresight, e da Roberto Poli dell'Università degli studi di Trento, dal 2013 titolare della prima Cattedra UNESCO in Sistemi Anticipanti e dal 2014 direttore del Master in Previsione sociale, primo corso universitario di formazione in Italia sui futures studies. 
Nel 2013 viene fondato a Napoli, su iniziativa di Roberto Paura, l'Italian Institute for the Future, primo think-tank italiano sul modello dei centri di futures studies internazionali, di cui è espressione la rivista Futuri. Sono organizzati negli anni diversi eventi nazionali di settore, tra cui il Congresso Nazionale di Futurologia (Napoli, 2014-2015) e gli Incontri dei Futuristi Italiani (Trento, 2017; Bologna, 2018; Roma, 2019), questi ultimi in collaborazione con l'Associazione dei Futuristi Italiani, nata nel 2018 su iniziativa di Poli, Paura e altri per la professionalizzazione della disciplina.
È attivo in Italia anche un nodo italiano del Millennium Project, tra i maggiori think-tank mondiali di futures studies, promosso per iniziativa di Eleonora Barbieri Masini . Negli anni sono state pubblicate alcune edizioni del rapporto annuale del Millennium Project The State of the Future, dapprima attraverso l'Istituto Internazionale Jacques Maritain e successivamente tramite l'Italian Institute for the Future.